# Bryan Forbes
Bryan Forbes CBE (Stratford, West Ham, Anglaterra, 22 de juliol del 1926 − Virginia Water, Surrey, 8 de maig del 2013) va ser un director de cinema, militar, guionista, novel·lista i actor anglès. Va néixer a Stratford, Londres, i va ser conegut per dirigir la pel·lícula de terror Les dones perfectes (1975). Més tard es va convertir en novel·lista.

## Biografia
Bryan Forbes va néixer com a John Theobald Clarke el 22 de juliol del 1926 a l'hospital de Queen Mary, Stratford, West Ham, Essex.
Forbes es va formar com a actor en l'Acadèmia Real de les Arts Dramàtiques, però no va completar els estudis. Després del servei militar, del 1945 al 1948, va exercir nombrosos papers secundaris en pel·lícules britàniques com The Colditz Story (1955), al costat de John Mills, a més d'aparèixer en escena, però es va veure obligat a canviar el seu nom amb el British Equity per evitar la confusió amb l'actor adolescent John Clark. També va començar a escriure per a la pantalla, on rep el seu primer crèdit per The Cockleshell Heroes (1955). Un altre guió assenyalat com a seu en aquest període va ser The League of Gentlemen (1959), en el qual també va actuar.

## Filmografia[4]

### Actor
- Els diables del mar (Sea Devils) (1953)
- The Million Pound Note (1954)
- An Inspector Calls (1954)
- The Colditz Story (1955)
- The Baby and the Battleship (1956)
- Satellite in the Sky (1956)
- Quatermass 2 (1957)
- La clau (The Key) (1958)
- Yesterday's Enemy (1959)
- The League of Gentlemen (1960)
- Els canons de Navarone (The Guns of Navarone) (1961)
- A Shot in the Dark (1964)

### Guionista
- Station Six-Sahara (1962)

### Director
- Whistle Down the Wind (1961)
- L'habitació en forma d'ela (The L-Shaped Room) (1962)
- Séance on a Wet Afternoon (1964)
- King Rat (1965)
- La caixa de les sorpreses (The Wrong Box) (1966)
- The Whisperers (1967)
- Caiguda mortal (Deadfall) (1968)
- La boja de Chaillot (The Madwoman of Chaillot) (1969)
- The Raging Moon (1971)
- The Stepford Wives (1975)
- La sabatilla i la rosa (The Slipper and the Rose) (1976)
- International Velvet (1978)
- Ménage à trois (Better Late Than Never) (1982)
- The Naked Face (1984)

## Premis i nominacions

### Premis
- 1960: Conquilla de Plata al millor actor per Objectiu: Banc d'Anglaterra
- 1961: BAFTA al millor guió britànic per The Angry Silence

### Nominacions
- 1961: Oscar al millor guió original per The Angry Silence
- 1961: BAFTA al millor guió britànic per Objectiu: Banc d'Anglaterra
- 1962: BAFTA a la millor pel·lícula per Whistle Down the Wind
- 1962: BAFTA a la millor pel·lícula britànica per Whistle Down the Wind
- 1963: BAFTA al millor guió britànic per Only Two Can Play
- 1965: BAFTA al millor guió britànic per Séance on a Wet Afternoon
- 1967: Os d'Or per The Whisperers